# Ховрино (Московская область)
Ховрино — деревня в городском округе Мытищи Московской области России. Население — 169 чел. (2010).

## География
Расположена на севере Московской области, в южной части городского округа Мытищи, на Осташковском шоссе, примерно в 6 км к северо-западу от центра города Мытищи и 4 км от Московской кольцевой автодороги, южнее Хлебниковского лесопарка.
В деревне 16 улиц, 1 тупик, приписано садоводческое товарищество. Связана автобусным сообщением с районным центром и городом Москвой (маршруты № 314, 438). Ближайшие населённые пункты — деревни Беляниново, Бородино и Вешки.

## Население
| 1852 | 1859 | 1890 | 1899 | 1926 | 2002 | 2010 |
| ---- | ---- | ---- | ---- | ---- | ---- | ---- |
| 97   | ↗128 | ↘105 | ↗109 | ↗142 | ↗247 | ↘169 |

## История
В середине XIX века деревня Ховрино удельной конторы относилась к 4-му стану Московского уезда Московской губернии, в деревне было 17 дворов, крестьян 50 душ мужского пола, 47 душ женского.
В «Списке населённых мест» 1862 года — удельная деревня Московского уезда по Тайнинскому торговому тракту, в 16 верстах от губернского города и 17 верстах от становой квартиры, при прудах, с 17 дворами и 128 жителями (59 мужчин, 69 женщин).
По данным на 1899 год — деревня Троицкой волости Московского уезда с 109 жителями.
По материалам Всесоюзной переписи населения 1926 года — центр Ховринского сельсовета Коммунистической волости Московского уезда на Болтинском шоссе, в 9 км от станции Лианозово Савёловской железной дороги, проживало 142 жителя (62 мужчины, 80 женщин), насчитывалось 28 хозяйств, из которых 26 крестьянских.
1994—2006 гг. — деревня Сгонниковского сельского округа Мытищинского района.
2006—2015 гг. — деревня городского поселения Мытищи Мытищинского района.